# نانو (رمزارز)
نانو (به انگلیسی: Nano) یک ارز دیجیتال همتا به همتا است. این یک ارز دیجیتال غیرمتمرکز و متن‌باز است که بر اساس معماری گراف جهت‌دار غیرمدور (به اصطلاح DAG) با مکانیزم اجماع با رای نمایندگان باز (به اصطلاح ORV) است. بدون واسطه و با استفاده از یک دفتر کل توزیع شده با ساختار داده بلوکی شبکه عمل می‌کند.
نانو در اکتبر ۲۰۱۵ توسط کالین لمهیو با هدف رسیدگی به مشکل محدودیت در مقیاس‌پذیری زنجیره بلوکی راه‌اندازی شد که این مشکل می‌تواند منجر به تولید هزینه‌های محدودکننده و افزایش زمان تأیید تراکنش‌ها در زمان افزایش بار شود. این رمزارز تراکنش‌هایی دارد که معمولاً در کمتر از یک ثانیه به تأیید کامل می‌رسند.

## تاریخچه
توسعه رمزارز نانو در سال ۲۰۱۴ میلادی توسط کوین لماهیو (به انگلیسی Colin LeMahieu) با نام اصلی رای‌بلاکز (به انگلیسی RaiBlocks) آغاز شد. در ۳۱ ژانویه ۲۰۱۸، رای‌بلاکز به نانو تغییر نام داد.
نانو به صورت رایگان از طریق یک شبکه مبتنی بر کپچا که در سال ۲۰۱۵ شروع به کار کرد، توزیع شد. این شبکه در سال ۲۰۱۷ پس از توزیع ۱۲۶٬۲۴۸٬۲۸۹ نانو رمزارز بسته شد. همراه با ۷٬۰۰۰٬۰۰۰ صندوق توسعه‌دهنده نانو، این مقدار کل عرضه را به ۱۳۳٬۲۴۸٬۲۹۷ نانو رساند.

### هک بیت گریل
در ۹ فوریه ۲۰۱۸، صرافی ارزهای دیجیتال بیت‌ گریل ایتالیا (به انگلیسی BitGrail) پس از هک شدن، تعطیلی خود را اعلام کرد. ۱۷ میلیون نانو از کیف‌پول‌هایش ضرر نامشخصی داشت که مانع از دسترسی کاربران به دارایی‌های ذخیره‌شده در این پلتفرم شد. قربانیان از طریق سیستم دادگاه ایتالیا به دنبال جبران خسارت بودند و با حمایت بنیاد نانو، یک شکایت دسته جمعی علیه مالک بیت‌ گریل، فرانچسکو فیرانو، به راه انداختند. در ژانویه ۲۰۱۹، دادگاه فلورانس پس از کشف اینکه صرافی هیچ گونه تدابیر مهمی را برای اطمینان از ایمنی وجوه مشتریان خود اجرا نکرده‌است و از ژوئیه ۲۰۱۷ گزارش زیان‌های وارده را گزارش نکرده‌است، فیرانو را مسئول این ضررها دانست

## طرح اولیه
نانو از ساختار داده شبکه بلوکی استفاده می‌کند، جایی که هر حساب دارای زنجیره بلوکی (زنجیره حساب) مخصوص به خود است. این اولین ارز دیجیتالی است که بر روی یک گراف جهت دار غیر مدور (DAG) ایجاد شده‌است، که در آن یک «بلوک» تنها یک تراکنش است و هر تراکنش حاوی موجودیِ فعلیِ حساب است.
اجماع از طریق الگوریتمی شبیه به اثبات سهام به نام رأی‌دهی باز نماینده (ORV) حاصل می‌شود. در این سیستم، وزن رای براساس مقدار نانو در حساب‌ها توزیع می‌شود: سپس حساب‌ها آزادانه این وزن را به گره مورد نظر خود واگذار می‌کنند. در صورتی که دو تراکنش متناقض در شبکه پخش شود (مانند تلاش مضاعف)، گره‌ها به یکی از آنها رأی می‌دهند و رأی خود را به گره‌های دیگر پخش می‌کنند. اولین تراکنش که به ۶۷ درصد وزن کل رای می‌رسد تأیید می‌شود و دیگری کنار گذاشته می‌شود.